# Франкфуртський університет музики та виконавських мистецтв
Франкфуртський університет музики та виконавчих мистецтв (нім. Hochschule für Musik und Darstellende Kunst Frankfurt am Main, HfMDK) — державна Вища школа музики, театру та танцю у Франкфурті. Єдина у своєму роді у федеральній землі Гессен. Він був заснований в 1938 році.
Зараз близько шістдесяти п'яти професорів і 320 інших викладачів навчають приблизно 900 студентів. Освітні програми мають в собі навчання на всіх інструментах і вокал, викладання музики, композиції, диригування та церковної музики. Є також програми з музичного театру, драми та танців. Університет пропонує докторантуру з музикознавства та музичної освіти.

## Історія
З 1878 р. у Франкфурті був музичний інститут. Консерваторія процвітала та мала всесвітню репутацію наприкінці XIX та на початку XX століть. Завдяки таким викладачам, як піаністка Клара Шуман і композитори Йоахім Рафф, Бернхард Секлес і Енгельберт Хампердінк, Консерваторія залучала студентів з усього світу, і зокрема таких композиторів: Ганса Пфіцнера, Едварда МакДауелла, Персі Грейнджера, Пауля Хіндеміта та Ернста Тоха, а також диригентів Отто Клемперера і Ганса Росбауда.
У квітні 1933 року, коли націонал-соціалісти прийшли до влади в Німеччині, директор Бернхард Секлес, Матіас Зайбер, голова першого у світі відділу джазу, та дванадцять інших викладачів, які були євреями чи іноземцями, були усунені зі своїх посад. Пізніше рівень статусу консерваторії Гоха було знижено до музичної школи (Musikschule des Dr Hoch's Konservatorium). У 1938 році була заснована «Hochschule für Musik». У 1940 році її назва була «Staatliche Hochschule für Musik – Консерваторія доктора Гоха», але в 1942 році підзаголовок «Dr Hoch's Conservatorium» було вилучено, залишивши повну назву «Staatliche Hochschule für Musik». У своєму заповіті Джозеф Гох, благодійник консерваторії, постановив, що назва «Консерваторія доктора Гоха» ніколи не повинна бути змінена. Таким чином Hochschule стала новим окремим навчальним закладом, який відокремився від консерваторії.
Наприкінці Другої світової війни обидва заклади закрили. Після війни обидва були знову відкриті, і тепер вони працюють разом у трирівневій системі Hochschule, Hoch Conservatory та Music School. Гельмут Вальха, який викладав гру на органі в Консерваторії Гоха з 1933 по 1938 роки, ініціював відновлення Вищої школи в 1947 році. Першим відділом, який було знову відкрито, був відділ церковної музики, а потім відділ шкільної музики та, у 1949 р. семінар з викладання музики.

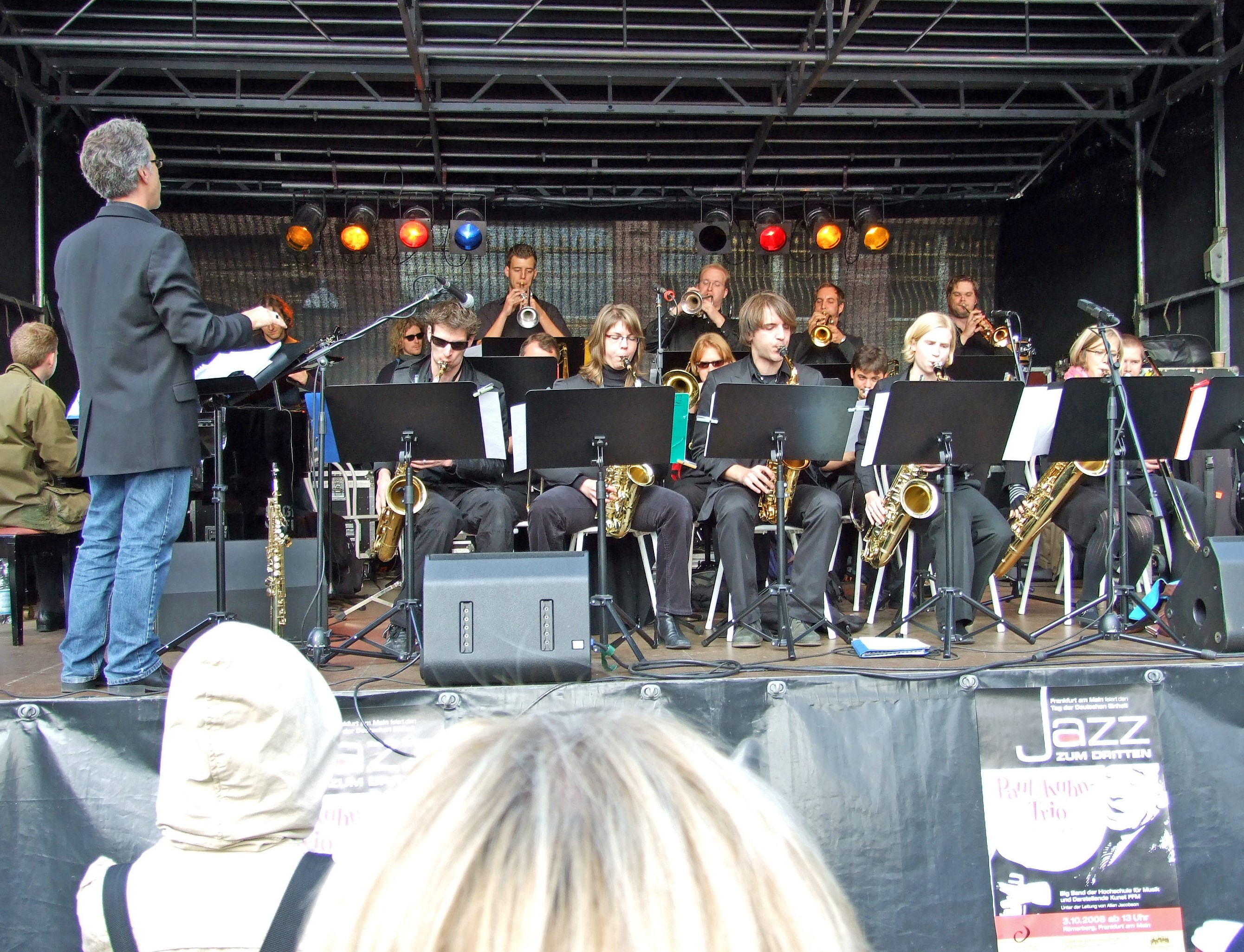
Біг-бенд Вищої школи з Алленом Джейкобсоном

Влітку 1950 року скрипаль Вальтер Девіссон, який навчався та викладав у Консерваторії Гоха, став художнім керівником як Вищої школи, так і Вищої консерваторії. Під його керівництвом кафедра виконавства крок за кроком відновлювала інструментальну та вокальну підготовку. У цей повоєнний період викладання все ще відбувалося в приватних будинках і в частково відреставрованій будівлі консерваторії – яка все ще була в руїнах. (Пізніше його, на жаль, усунули з посади). Лише в 1956 році Вища школа мала власну будівлю: їй було надано Radio-House Hessischer Rundfunk, побудований у 1933 році.
Розвиток Вищої школи тривав протягом 1950-х і 60-х років: включаючи створення школи опери та оперно-хорової школи (1954 р. і 1958 р.), театральної школи (1960 р.) і школи танцю (1961 р.). У 1960-х роках було засновано Студію нової музики та Студію старовинної музики. Пізніше були відкриті кафедри джазу та популярної музики, а в 1982 році – кафедра музикознавства. З 1989 року Вища школа отримала право пропонувати аспірантуру з викладання музики та музикознавства.
З 1990 по 1993 роки було побудовано новий головний корпус і бібліотеку Вищої школи. Інститути історичної виконавської практики та сучасної музики були засновані у 2005 році.

## Зовнішні посилання
- Офіційний сайт